# Santa Bárbara de Samaná
Santa Bárbara de Samaná (eller Samaná kort och gott) är en kommun och ort i nordöstra Dominikanska republiken och är den administrativa huvudorten för provinsen Samaná. Kommunen har cirka 108 000 invånare. Vid folkräkningen 2010, bodde 13 857 invånare i centralorten.

## Kända personer
- Fernando Rodney, basebollspelare[6]